# Tour de Belén
La Tour de Belén (en espagnol, Torre de Belén), (littéralement: Tour de Bethléem) est située dans le quartier San Basilio de Cordoue, en Espagne. Elle fait partie du centre Historique de Cordoue, inscrit au Patrimoine Mondial de l'UNESCO.
La tour est un bel exemple d'ancienne porte défensive donnant accès à une enceinte fortifiée.

## Description
La tour est de forme carrée, et construite en blocs de pierre de taille. Elle est accessible par deux portes, la porte extérieure du nord présente un arc outrepassé, tandis que la porte intérieure a été une fois convertie en chapelle. En conséquence, le bâtiment a été également connu sous le nom de Torre de San Benito (Tour Saint-Benoît). Il y a deux étages supérieurs de la tour, chacune avec une voûte hémisphérique. Du premier étage, les murs de la ville peuvent être accessibles par des arcs arrondis vers le nord et le sud. Les trois arcs arrondis dans le mur oriental abritaient autrefois les cloches de la chapelle. Il y a désaccord quant à savoir si la tour est d'origine Almohade du XIIe siècle, ou si elle a été construite plus tard au cours de la période Chrétienne,. Elle semble néanmoins avoir été consolidée dans un but défensif à la suite de la conquête Chrétienne de Cordoue en 1236.
La tour a subi des travaux de restauration en 2000, qui ont compris également la chapelle et le retable.

## Galerie

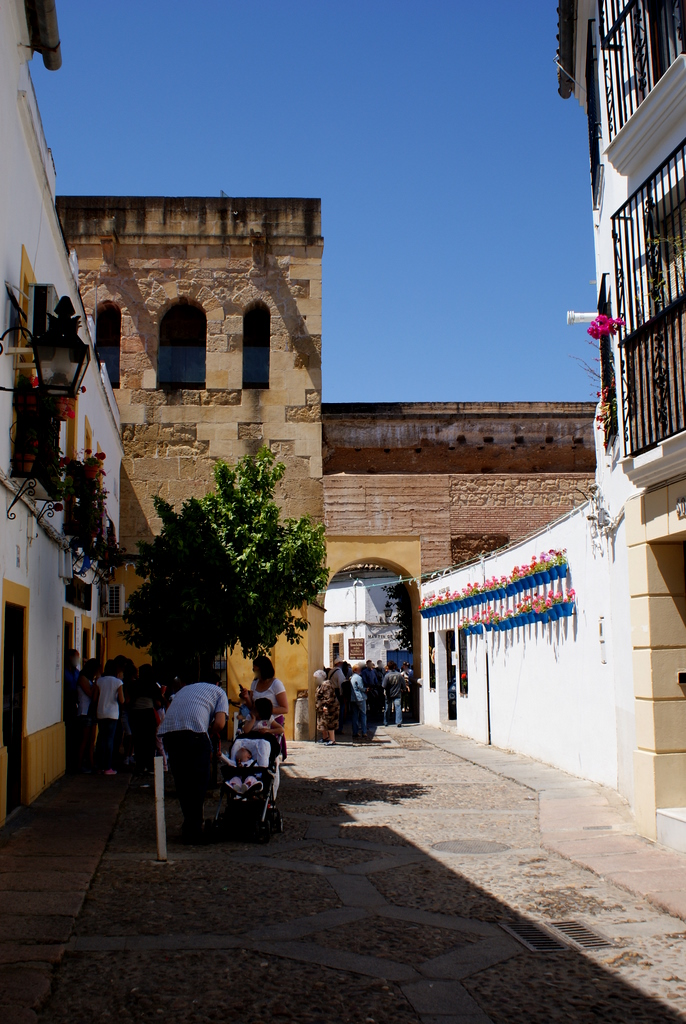
Mur oriental de San Basilio
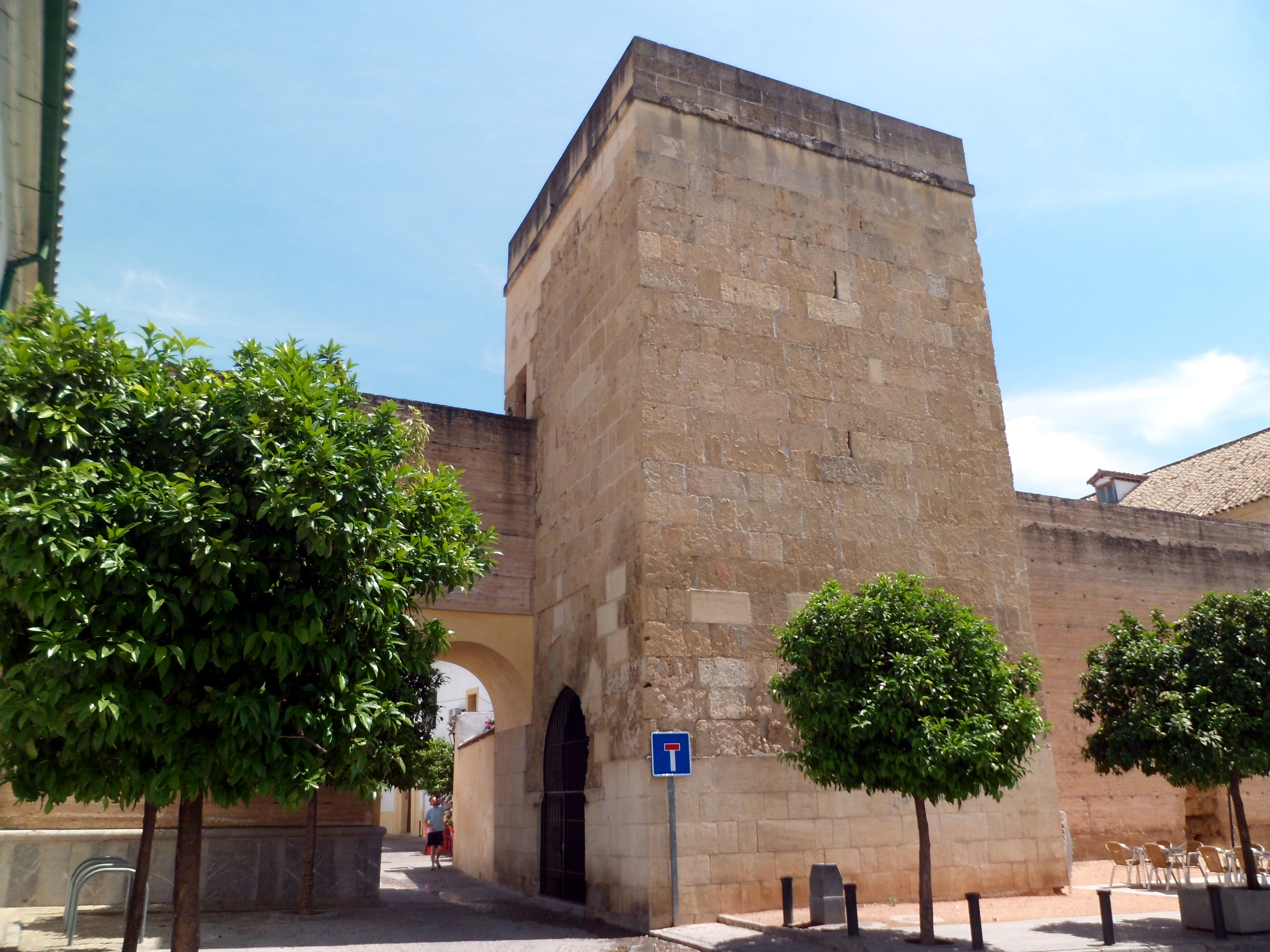
Vue depuis le nord-ouest
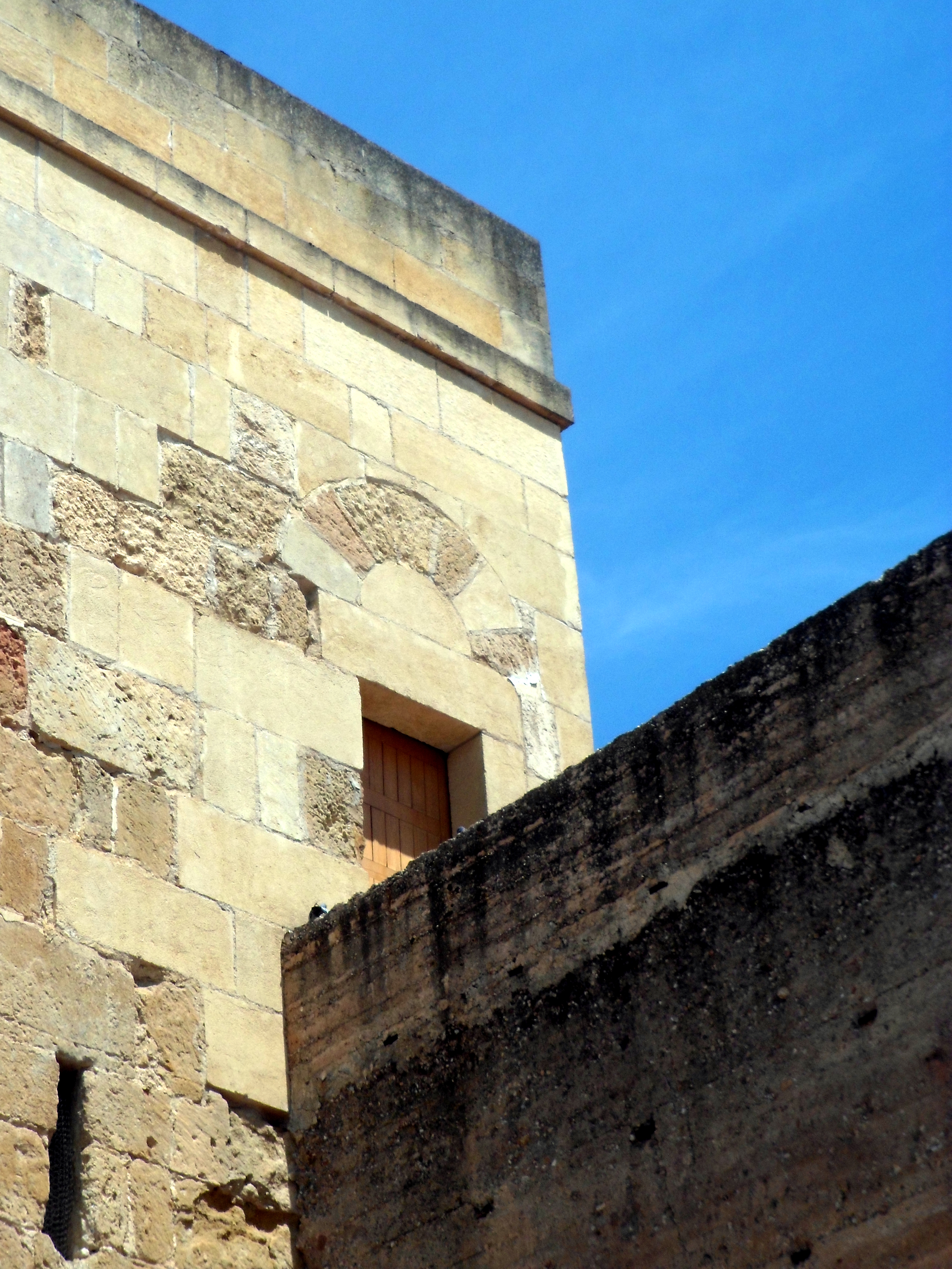
L'accès aux murs de la ville